# Petra Elsterová
Petra Elsterová (* 7. Juni 1973 in Ostrov nad Ohří) ist eine ehemalige tschechische Snowboarderin. Sie startete in den Paralleldisziplinen.

## Werdegang
Elsterová, die für den Dukla Liberec startete, nahm erstmals im November 1997 in Tignes am Snowboard-Weltcup der FIS teil, wobei sie den 84. Platz im Riesenslalom errang. Bei den Snowboard-Weltmeisterschaften 1999 in Berchtesgaden belegte sie den 34. Platz im Parallel-Riesenslalom sowie den 27. Rang im Riesenslalom und bei den Snowboard-Weltmeisterschaften 2001 in Madonna di Campiglio den 43. Platz im Parallel-Riesenslalom, den 30. Rang im Riesenslalom sowie den 29. Platz im Parallelslalom. In der Saison 2002/03 wurde sie mit je einem ersten und dritten Platz sowie zwei zweiten Plätzen Zweite in der Parallel-Wertung des Europacups. Beim Saisonhöhepunkt, den Snowboard-Weltmeisterschaften 2003 am Kreischberg, kam sie auf den 21. Platz im Parallelslalom und auf den 20. Rang im Parallel-Riesenslalom. In der folgenden Saison errang sie mit drei Top-Zehn-Platzierungen, darunter einen ersten Platz den dritten Platz in der Parallel-Wertung des Europacups. Zudem wurde sie tschechische Meisterin im Parallel-Riesenslalom. 
Nachdem Plätzen 35 und 32 zu Beginn der Saison 2004/05, erreichte Elsterová mit Platz acht im Parallel-Riesenslalom am Kronplatz ihre erste Top-Zehn-Platzierung im Weltcup. Im weiteren Saisonverlauf kam sie mit Platz vier im Parallelslalom in Winterberg sowie Rang acht in der Sierra Nevada letztmals im Weltcup unter die ersten Zehn und erreichte zum Saisonende mit dem 27. Platz im Parallel-Weltcup ihr bestes Gesamtergebnis. Beim Saisonhöhepunkt, den Snowboard-Weltmeisterschaften 2005 in Whistler, fuhr sie auf den 31. Platz im Parallelslalom und auf den 28. Rang im Parallel-Riesenslalom. Bei ihrer einzigen Teilnahme an Olympischen Winterspielen im Februar 2006 in Turin kam sie auf den 23. Platz im Parallel-Riesenslalom. Nach dreijähriger Pause startete sie wieder in der Saison 2009/10. Dabei wurde sie im März 2010 tschechische Meisterin im Parallel-Riesenslalom. In der Saison 2010/11 absolvierte sie in Limone Piemonte ihren 51. und damit letzten Weltcup, welchen sie auf dem 34. Platz im Parallelslalom beendete und belegte bei den Snowboard-Weltmeisterschaften 2011 in La Molina den 44. Platz im Parallelslalom sowie den 35. Rang im Parallel-Riesenslalom.

## Teilnahmen an Weltmeisterschaften und Olympischen Winterspielen

### Olympische Winterspiele
- 2006 Turin: 23. Platz Parallel-Riesenslalom

### Snowboard-Weltmeisterschaften
- 1999 Berchtesgaden: 27. Platz Riesenslalom, 34. Platz Parallel-Riesenslalom
- 2001 Madonna di Campiglio: 29. Platz Parallelslalom, 30. Platz Riesenslalom, 43. Platz Parallel-Riesenslalom
- 2003 Kreischberg: 20. Platz Parallel-Riesenslalom, 21. Platz Parallelslalom
- 2005 Whistler: 17. Platz Parallel-Riesenslalom, 31. Platz Parallelslalom
- 2011 La Molina: 35. Platz Parallel-Riesenslalom, 44. Platz Parallelslalom

## Weltcup-Gesamtplatzierungen
| Saison  | Gesamt | Gesamt | Parallel | Parallel |
| Saison  | Punkte | Platz  | Punkte   | Platz    |
| ------- | ------ | ------ | -------- | -------- |
| 1997/98 | 32     | 127.   | -        | -        |
| 1998/99 | 3      | 127.   | -        | -        |
| 2002/03 | -      | -      | 210      | 51.      |
| 2003/04 | -      | -      | 635      | 36.      |
| 2004/05 | -      | -      | 1482     | 27.      |
| 2005/06 | 671    | 85.    | 671      | 34.      |
| 2010/11 | -      | -      | 62       | 49.      |